# Битва при Міунті
Битва при Міунті — битва у Сирії між військом Деметрія (сина Антигона Одноокого) та сатрапом Єгипту Птолемеєм під час боротьби діадохів за розподіл влади в державі Александра Македонського.
Починаючи з 315 р. до н. е., на просторах держави Александра вирувала війна між володарем східних («верхніх») сатрапій Антигоном Однооким та коаліцією у складі Кассандра, Птолемея та ряду інших полководців. В 312-му Птолемей виступив до Сирії та при Газі завдав нищівної поразки сину Антигона Деметрію. Останній спершу відійшов на північ провінції, а потім і далі в Кілікію, де став активно провадити новий набір до війська.
Сформувавши значні сили, Деметрій зимою 312/311 років до н. е. вирушив до Сирії. Птолемей послав назустріч йому в долину Оронта військо під командуванням Кілла. Коли останній зупинився біля Міунта (місцезнаходження наразі не встановлене), розвідники донесли Деметрію, що табір єгиптян погано охороняється. Залишивши обоз та важкоозброєних вояків позаду, Антигонід стрімко рушив уперед. Після тривалого нічного переходу він досяг табору Кліта, перебив нечисленних вартових та захопив у полон усе вороже військо разом з командувачем — всього 7 тисяч вояків (що було ненабагато менше, аніж сам Деметрій втратив при Газі).
Оскільки його сили все ще поступались головній армії Птолемея, після битви Деметрів отаборився у захищеній болотами та ставками місцевості. Втім, єгипетський правитель не став ризикувати, а після прибуття до Сирії армії Антигона, котрий поспішив використати успіх сина, взагалі очистив провінцію.